# Frano Kuko Bobaljević stariji
Frano Kuko Bobaljević stariji  (Dubrovnik, ? – Dubrovnik, 6. travnja 1667.) bio je hrvatski pjesnik latinist i visoki politički dužnosnik iz Dubrovnika, iz pučanskog ogranka obitelji Bobaljevića Školovao se u Italiji te je obavljao mnoge dužnosti unutar i van Republike, no često i kažanjavan zbog različitih sukoba. Koliko nam je poznato pisao je sonete i epilije na hrvatskom i na talijanskom. Djela mu je skupio Ignjat Đurđević.
Sačuvana su samo dva njegova djela. Sonet Prezirateljica svijeta duša skrušena te epilij o propasti Troje (više različitih naslova poznato: Skazovanje od Troje užežene, Troja užežena, Istorija od Troje užežene).